# Eeva Joenpelto-priset
Eeva Joenpelto-priset var ett litteraturpris som utdelades vart tredje år av Lojo stad i Finland. Priset uppkallades efter författaren Eeva Joenpelto, känd bland annat för hennes romantetralogi "Lojosviten".
2008 beslöt stadsfullmäktige att lägga ner priset.
2024 återuppväcktes Eeva Joenpelto-priset. Medan priset tidigare priset tilldelades en utländsk författare vars produktionsteman har inspirerat den finländska litteraturen eller som har gjort den finländska litteraturen känd i sitt hemland, så tilldelas det förnyade litteraturpriset till ett verk som har publicerats på Finlands inhemska språk, vars personskildring är psykologiskt insiktsfull, levande och djupt kreativ och som på ett förtjänstfullt och språkligt imponerande sätt behandlar identitetens, rötternas och hemortens kontaktytor. 
Translated with DeepL.com (free version)

## Pristagare
- 1988 – Jaan Kross
- 1992 – Olof Lagercrantz
- 1995 – Sándor Csoóri
- 1998 – Andreï Makine
- 2001 – Bernhard Schlink
- 2004 – Herbjørg Wassmo
- 2024 – Maria Turtschaninoff för Arvejord [3]